# Candelera
|  | Per a altres significats, vegeu «Candelera (desambiguació)». |

La Candelera és el nom popular amb el qual es coneix la festa cristiana del ritu de la presentació del nen Jesús al temple de Jerusalem, així com la purificació de la seva mare, segons obliga la llei jueva.
Aquesta festa se celebra quaranta dies després de Nadal, el 2 de febrer; tot i que, en els seus orígens, la festa era el 14 de febrer, quaranta dies després de l'Epifania. A Valls se celebren cada deu anys les Festes Decennals de la Mare de Déu de la Candela, i des del 1851, a Molins de Rei se celebra un mercat i una fira agrícola, la Fira de la Candelera. La Candelera coincideix amb el dia de la Marmota a Pennsilvània.
La celebració de la Candelera va ser introduïda a la litúrgia cristiana pel papa Gelasi I l'any 496 com a continuació de diverses tradicions gregues i romanes que se celebraven per aquestes dates. Justinià la introduí a Constantinoble al segle vi, des d'on s'estengué per Orient i més tard per Occident. Segons la tradició, abans de la missa major, es beneïxen candeles.
A Catalunya, la diada es considera el dia per desmuntar el pessebre i, per tant, el moment en què es dona per tancat el cicle de Nadal. El dia de la Candelera segons la cultura popular, és plausible fer un pronòstic, a mitjà termini, per saber si l'hivern ha de continuar. Així, segons una dita popular «si la Candelera plora, l'hivern és fora; si la Candelera riu, l'hivern és viu». És a dir que, si no plou, l'ambient hivernal continuarà.